# Distrikt San José de los Molinos
Der Distrikt San José de los Molinos liegt in der Provinz Ica in der Region Ica im Südwesten von Peru. Der am 14. Juni 1876 gegründete Distrikt hat eine Fläche von 363,2 km². Beim Zensus 2017 lebten 6987 Einwohner im Distrikt. Im Jahr 1993 lag die Einwohnerzahl bei 5453, im Jahr 2007 bei 6070. Die Distriktverwaltung befindet sich in der 535 m hoch gelegenen Kleinstadt San José de los Molinos mit 3172 Einwohnern (Stand 2017). San José de los Molinos liegt etwa 16 km nordnordöstlich vom Stadtzentrum der Regions- und Provinzhauptstadt Ica an der östlichen Uferseite des in Richtung Südsüdost strömenden Río Ica. Bei San José de los Molinos wurde in den letzten Jahren ein Wehr errichtet. Am Ostufer des Wehrs wird fast das gesamte Flusswasser in den Kanal La Achirana del Inca umgeleitet und dient hauptsächlich der bewässerten Landwirtschaft.

## Geographische Lage
Der Distrikt San José de los Molinos liegt im Norden der Provinz Ica an der Westflanke der peruanischen Westkordillere. Die Längsausdehnung des Distrikts in NW-SO-Richtung beträgt 30 km. Der Río Ica durchquert den Distrikt in südsüdwestlicher Richtung. Im Flusstal des Río Ica wird bewässerte Landwirtschaft betrieben.
Der Distrikt San José de los Molinos grenzt im Südwesten an den Distrikt San Juan Bautista, im Westen an den Distrikt Salas, im Nordwesten an den Distrikt Humay (Provinz Pisco), im äußersten Nordosten an den Distrikt Huancano (ebenfalls in der Provinz Pisco), im Osten an die Distrikte Huaytará und Ayaví (beide in der Provinz Huaytará), im Südosten an den Distrikt Yauca del Rosario sowie im Süden an den Distrikt La Tinguiña. 